# Nassinia socors
Nassinia socors är en fjärilsart som beskrevs av Louis Beethoven Prout 1938. Nassinia socors ingår i släktet Nassinia och familjen mätare. Inga underarter finns listade i Catalogue of Life.